# La Pan Tẩn
La Pan Tẩn là một xã thuộc huyện Mường Khương, tỉnh Lào Cai, Việt Nam.

## Địa lý
Xã La Pan Tẩn nằm ở phía nam của huyện Mường Khương, cách trung tâm huyện lỵ 32 km, có vị trí địa lý:
- Phía đông giáp xã Tả Thàng
- Phía nam giáp huyện Bảo Thắng
- Phía tây giáp xã Bản Sen
- Phía bắc giáp các xã Lùng Vai và Cao Sơn.

Đây là một trong những xã vùng cao của huyện Mường Khương. Xã có các dân tộc: H'Mông chiếm 89,3%, Dao.

## Hành chính
Xã La Pan Tẩn được chia thành 10 thôn: La Pan Tẩn, Bãi Bằng, Tỉn Thàng, Ma Cai Thàng, Cu Ty Chải, Sà San 1, Sà San 2, Sín Chải A, Sín Chải B và thôn Mường Lum.

## Giao thông
Xã La Pan Tẩn có đường 154 chạy qua.